# Space Systems Command
Das Space Systems Command (SSC) (deutsch Raumfahrtsystemkommando; früher: Space and Missile Systems Center) ist das Forschungs- und Entwicklungszentrum der United States Space Force. Bis zur Gründung der US Space Force 2019 war es dem Air Force Space Command unter der United States Air Force zugeteilt.

## Geschichte

### Western Development Division
Am 1. Juli 1954 wurde die Western Development Division (WDD) von Brigadegeneral Bernard Schriever unter dem Air Research and Development Command gegründet. In erster Linie war die Organisation für die Entwicklung neuer Ballistischer Raketen verantwortlich. Im Oktober 1955 wurde das erste Satellitenprogramm WS117L, zur Frühwarnung und Aufklärung, ins Leben gerufen.

### Air Force Ballistic Missile Division
Die Air Force Ballistic Missile Division (AFBMD) entstand durch die Umbenennung der WDD am 1. Juli 1957. Die Organisation war von 1959 bis 1961 für Aufklärungs- und Überwachungssatelliten zuständig, 1961 übernahmen sie auch die Verantwortung über Kommunikations- und Navigationssatelliten.

### Space Systems Division and Ballistic Systems Division
Mit der neuen Aufgabenzuweisung 1961 wurde die AFBMD ist zwei Unterorganisationen aufgeteilt. Die Space Systems Division war für den Weltraum zuständig und die Ballistic Systems Division für die Entwicklung neuer Ballistischer Raketen.

### Space and Missile Systems Organization
Am 1. Juli 1967 wurden beide Organisationen unter der Space and Missile Systems Organization (SAMSO) wieder zusammengelegt, um eine bessere wirtschaftliche Leistung zu erzielen.

### Space Division and Ballistic Missile Office
Man entschied sich, die beiden Bereiche am 1. Oktober 1979 erneut in die Space Division und Ballistic Missile Office zu trennen.

### Space Systems Division
Wegen des Endes des Kalten Krieges schwindeten die Ballistischen Raketenprogramme und das Ballistic Missile Office wurde zusammen mit der Space Division in die Space Systems Division umstrukturiert.

### Space and Missile Systems Center

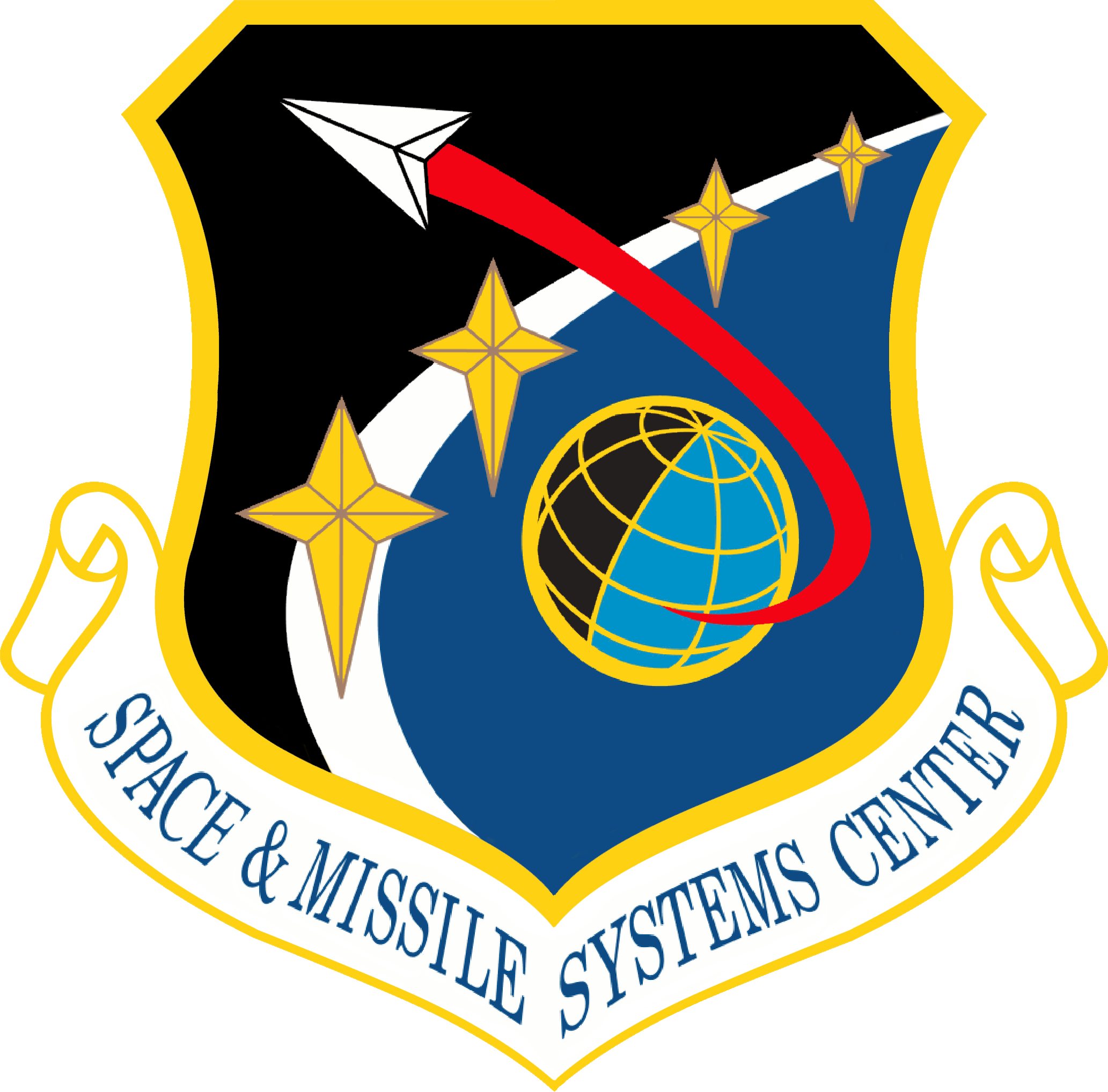
Ehemaliges Logo des SMC

Seit 1992 bildet das Space and Missile Systems Center (SMC) eine Organisation, welche für Weltraum- und Raketenprogramme zuständig sind. 1993 wurde dann das Ballistic Missile Office geschlossen und vollständig vom SMC absorbiert. Mit der Gründung der US Space Force am 20. Dezember 2019 wurde das SMC in deren Strukturen eingegliedert.

### Space Systems Command
Am 8. April 2021 gab die United States Space Force die Umstrukturierung des SMC bekannt. So soll die SMC im Sommer 2021 in Space Systems Command (SSC) umbenannt werden und auch neue Aufgaben zugeteilt bekommen. Die SSC wird für Neuanschaffungen, Forschung, Einsatz und Erhaltung der Ausrüstung zuständig sein.

## Organisation
Das Space Systems Command hat ein jährliches Budget von 15 Milliarden USD und verfügt über 15.000 Beschäftigte. Die 61st Air Base Group (deutsch 61. Luftwaffenstützpunktgruppe) unterstützt die SSC zum Beispiel mit Sicherungsaufgaben, medizinischer Hilfe und Installationsunterstützung. Des Weiteren besteht das SSC aus folgenden Einheiten:
- Assured Access to Space Directorate
- Military Communications & Positioning, Navigation, and Timing Directorate
- Space Sensing Directorate
- Battle Management Command, Control, and Communications Directorate
- Space Domain Awareness and Combat Power Directorate

Weiterhin sind dem SSC folgende Deltas unterstellt:
| Name | Name                  | Funktion                                                                               | Hauptquartier                            |
| ---- | --------------------- | -------------------------------------------------------------------------------------- | ---------------------------------------- |
|      | Space Launch Delta 30 | Raketenstarts, Verwaltung der Western Range, Unterstützung und medizinische Versorgung | Vandenberg Space Force Base, Kalifornien |
|      | Space Launch Delta 45 | Raketenstarts, Verwaltung der Eastern Range, Unterstützung und medizinische Versorgung | Patrick Space Force Base, Florida        |
|      | Space Base Delta 3    | Logistik und medizinische Unterstützung                                                | Los Angeles Air Force Base, Kalifornien  |